# Higuera de San Rafael
Higuera de San Rafael är en ort i Mexiko.   Den ligger i kommunen La Piedad och delstaten Michoacán de Ocampo, i den centrala delen av landet, 300 km väster om huvudstaden Mexico City. Higuera de San Rafael ligger 1 707 meter över havet och antalet invånare är 248.
Terrängen runt Higuera de San Rafael är platt åt nordväst, men åt sydost är den kuperad. Runt Higuera de San Rafael är det tätbefolkat, med 343 invånare per kvadratkilometer. Närmaste större samhälle är La Piedad Cavadas, 10,0 km öster om Higuera de San Rafael. I omgivningarna runt Higuera de San Rafael växer huvudsakligen savannskog.